# Giuseppe Eusanio
Giuseppe Eusanio (Prata d'Ansidonia, 1619 – Roma, 23 aprile 1692) è stato un vescovo cattolico italiano.

## Biografia
Nato nel 1619 a Prata d'Ansidonia, compì i primi studi nel convento di sant'Agostino dell'Aquila e fu ordinato sacerdote in quell'ordine. Fu quindi chiamato a Roma come lettore di Sacra Scrittura nell'Archiginnasio Romano della Sapienza; diventò in seguito vicario generale della Congregazione di Santa Maria del Popolo di Perugia e poi procuratore generale.
Il 2 dicembre 1669 fu nominato vescovo titolare di Elenopoli di Bitinia da papa Clemente IX, che al tempo stesso gli affidò la carica di sacrista del Palazzo apostolico; il 4 maggio 1670 ricevette la consacrazione episcopale da Giacomo Franzoni, vescovo di Camerino, con Giambattista Spinola e Francesco Maria Febei come co-consacranti. Come stemma vescovile scelse di mantenere quello di famiglia, con gli ornamenti episcopali classici.
Il 2 maggio 1672 fu nominato vescovo titolare di Porfireone da papa Clemente X, titolo che mantenne fino alla morte, avvenuta nel 1692 a Roma. Fu sepolto nella chiesa di Sant'Agostino in Campo Marzio, nella cappella di Santa Rita, da lui fatta erigere; successivamente il monumento funebre, attribuito a Camillo Rusconi, fu traslato, sempre all'interno dello stesso edificio ecclesiastico, nella cappella di San Tommaso.

## Genealogia episcopale
La genealogia episcopale è:
- Cardinale Guillaume d'Estouteville, O.S.B.Clun.
- Papa Sisto IV
- Papa Giulio II
- Cardinale Raffaele Riario
- Papa Leone X
- Papa Clemente VII
- Cardinale Antonio Sanseverino, O.S.Io.Hier.
- Cardinale Giovanni Michele Saraceni
- Papa Pio V
- Cardinale Innico d'Avalos d'Aragona, O.S.Iacobi
- Cardinale Scipione Gonzaga
- Patriarca Fabio Biondi
- Papa Urbano VIII
- Cardinale Cosimo de Torres
- Cardinale Francesco Maria Brancaccio
- Vescovo Miguel Juan Balaguer, O.S.Io.Hier.
- Papa Alessandro VII
- Cardinale Neri Corsini
- Cardinale Giacomo Franzoni
- Vescovo Giuseppe Eusanio